# The Witcher 3: Wild Hunt – Hearts of Stone
The Witcher 3: Wild Hunt - Hearts of Stone es la primera expansión del videojuego The Witcher 3: Wild Hunt. El videojuego está basado en la saga literaria de Geralt de Rivia escrita por Andrzej Sapkowski. Su lanzamiento fue el 13 de octubre de 2015 para Microsoft Windows, PlayStation 4 y Xbox One.

## Historia
Después de haber salvado a Ciri, Geralt de Rivia llega a Seven Cats Inn, una localidad cercana a Novigrado y analiza el tablero de contratos. Uno de ellos llama su atención: un monstruo que se oculta en las cloacas. Sin embargo, el encargado le indica que debe hablar con Olgierd von Everec para saber los detalles. Por lo tanto, Geralt se dirige a la finca donde se hospeda, para tener más detalles del contrato. Al llegar, Geralt sostiene una conversación con "Los Salvajes", una banda liderada por Olgierd pero logra establecer contacto con él. Teniendo los detalles, acepta el contrato y se dirige a las alcantarillas de Oxenfurt. 
En su búsqueda por las alcantarillas, encuentra a un grupo de soldados redanianos muertos y a Shani, una vieja amiga. Geralt retoma su objetivo e intenta disuadir a Shani para que se vaya y él le conseguirá la muestra. Pero ella se niega y lo acompaña en su búsqueda. Durante su recorrido en las profundas alcantarillas encuentran la guarida del monstruo pero le pide a Shani que busque un lugar donde esconderse. Ella lo hace y Geralt busca la forma de atraerlo. Al hacerlo, el sapo gigante aparece y sostiene una dura lucha contra él. Geralt logra vencerlo pero queda incapacitado por el veneno mientras el sapo se transforma en un hombre. En ese instante, un ejército llega rápidamente, revisan el cadáver del hombre y se llevan a Geralt.
Poco después, Geralt despierta en la prisión de un barco y mantiene una conversación con un prisionero. El ejército del príncipe al que asesinó en las cloacas lo ha capturado y desean vengarse por su muerte. Él trata de dialogar con los soldados pero no tiene éxito. En ese momento, aparece un hombre misterioso. Pero Geralt ya sabe quién es. Fue quien lo ayudó a encontrar a Yennefer en Huerto Blanco. Gaunter O'Dim, también conocido como el Maestro de los Espejos o el Señor Espejo. Gaunter decide ayudarlo pero le explica que necesita su ayuda. Geralt accede y Gaunter establece un punto de encuentro. Pero antes de irse, le pone una marca en el rostro para que tenga presente el acuerdo que han establecido. Una vez que Gaunter desaparece, el barco es azotado por una fuerte tempestad y Geralt queda inconsciente de nuevo. Despierta y observa que el barco se ha estrellado en una isla pequeña, mientras los hombres que lo custodian lo llevan a rastras. Pero logra zafarse, derrota a los guardias y huye del lugar.
Al reunirse en el punto acordado, Gaunter le ofrece a Geralt una misión importante con relación a von Everec. Le explica que Olgierd lo utilizó para matar a un príncipe por puro capricho. Considera que es un monstruo sin piedad. Sin embargo, le explica todos los detalles de su nueva misión. Mediante un acuerdo con Gaunter, Olgierd posee una serie de habilidades y talentos sin igual, pero ahora solicita la ayuda de Geralt para cerrar el trato y cumplir una serie de peticiones para Olgierd. Aunque Geralt desconoce los motivos del Maestro de los Espejos, accede a ayudarlo para saldar su deuda. Por lo tanto se dirige a la casa de von Everec para reunirse con Gaunter.
Al llegar, descubre que Olgierd es inmortal, por lo que nada ni nadie puede dañarlo. Geralt empieza a interrogarlo por el asesinato del príncipe sapo. Acto seguido, Gaunter entra en escena y le explica los motivos del asesinato. Olgierd quería casarse con Iris, una mujer que se había comprometido con el príncipe. En vista de ello, lo convirtió en un sapo gigante para poder casarse con ella. Pero se cansó de él, así que ofreció una recompensa a todo aquel que pudiera eliminarlo. Molesto, Olgierd le pide al Señor Espejo que se vaya y que sus peticiones solo se las hará saber a Geralt. Gaunter accede y se retira.
Olgierd le hace conocer sus dos primeras peticiones. La primera: buscar una casa donde él y su banda puedan quedarse. Y la segunda, ayudar a su hermano fallecido, Vlodimir. Sin embargo, Gaunter le aconseja que pida la ayuda de Shani para encontrar la tumba. Él se dirige a la clínica de Shani para hacerlo. Ella accede y se dirige con él a la cripta familiar de los von Everec. Antes de ello, Shani le invita a ser su acompañante en la boda de una amiga y él acepta. Una vez que localizan la cripta, invoca a Vlodimir pero Geralt es el único que puede verlo. Vlodimir quiere buscar la manera de divertirse, así que Geralt permite que utilice su cuerpo para cumplir el deseo. Pero solo podrá divertirse hasta la medianoche. Él le explica lo ocurrido a Shani y le permite llevar a Vlodimir. Por lo tanto, ambos van a la fiesta de matrimonio. Al poseer el cuerpo de Geralt, Vlodimir conoce a los recién casados y participa en las actividades de la fiesta. Allí, Vlodimir invita a Shani a bailar. A partir de entonces, ambos empiezan a atraerse mutuamente pero Shani se siente insegura de seguir adelante por sus sentimientos hacia Geralt. Sin embargo, Gaunter aparece en la fiesta y, en una conversación con Vlodimir, empieza a humillarlo diciéndole que su hermano es mejor que él. Vlodimir se defiende, Gaunter desaparece y sigue participando en las actividades de la fiesta. Él felicita a los novios por última vez y le deja una nota a Geralt para que se la entregue a Shani. Pero ella va a buscarlo y le da un beso de despedida. Vlodimir se ha enamorado de ella así que no quiere volver a la cripta pero Gaunter aparece y lo devuelve a donde pertenece. Al ver esto, Shani se deprime y vuelve a la fiesta, convencida de que Geralt la abandonará una vez más. Sin embargo, busca la manera de recuperar su amistad con Shani hasta que llegan a enamorarse. 
Después de cumplir la primera petición, ahora debe robar la fortuna de un hombre llamado Bordosi y entregarle la casa a los Salvajes. Al hacerlo, Geralt va profundizando cada vez más en el pasado de Olgierd. Su tercera petición es recuperar la flor que le regaló a su esposa. Allí conoce a Iris von Emerec. Iris le cuenta que ella amaba a Olgierd, pero su don lo hizo una persona fría y sin sentimientos, lo que hacia imposible que Olgierd la amara. Al conocer todos los detalles, Geralt recupera la flor. Cuando Geralt cumple los tres deseos, se da cuenta de que O'Dim lo utilizó para tomar la vida de von Everec. 
En esta parte Geralt tiene dos opciones: dejar que O'Dim tome la vida de von Everc o salvarlo. Si Geralt no interviene, von Everec muere. Pero si interviene y resuelve el acertijo de O'Dim, este muere y tanto a Geralt como Everec quedan libres. Como muestra de gratitud, Olgierd le otorga su espada a Geralt. Arrepentido por sus acciones y errores del pasado, von Everec se compromete a empezar una nueva vida siendo un hombre mortal y libre del control del Señor Espejo.

### Personajes
- Gaunter O'Dim. Un excomerciante de espejos y ahora vagabundo, más conocido como El Señor Espejo.
- Shani. Una hermosa médica y antigua conocida de Geralt.
- Olgierd von Everec. Es el último miembro de la familia real von Everec, ahora líder de una banda criminal. En vista de que posee el poder de la inmortalidad, se le conoce como El Inmortal. Geralt descubre que existe cierta conexión entre von Everec y El Señor Espejo.
- Iris von Everec. Era la esposa de Olgierd.

## Recepción
Hearts of Stone ha recibido comentarios muy positivos.
Meristation le dio una calificación de 9/10 resaltando la calidad de los gráficos, la jugabilidad y el sonido. En su conclusión, mencionó que Hearts of Stone es "narrativamente brillante. Añade unos personajes memorables y en general es un fantástico aporte a la gran calidad que ya atesora Wild Hunt".
3D Juegos le dio una valoración de 9.0/10 destacando los gráficos, la narrativa, la inclusión de nuevos personajes, el regreso de Shani y mostrar el lado más humano de Geralt. Mencionó que "Hearts of Stone nos hace recordar por qué The Witcher 3 es una de las obras más importantes del año."
IGN España le dio una puntuación de 9.5/10 mencionando que "Hearts of Stone incluye una nueva historia absolutamente magistral, una trama apasionante y personajes maravillosos en una experiencia de unas pocas horas que puede ser disfrutada de forma completamente independiente a la historia principal de Wild Hunt."
Gamereactor España le dio una calificación de 8/10 por la historia, los personajes secundarios y el contenido del juego. Aunque destacó que las nuevas zonas de exploración no son demasiado amplias y que podría haberse incluido más misiones secundarias.

### Premios
| Premio                   | Categoría | Resultado |
| ------------------------ | --------- | --------- |
| Premios GameSpot 2015    |           |           |
| Mejor Juego de Expansión | Ganador   |           |